# Amelia-Creek-Krater
Koordinaten: 20° 51′ 0″ S, 134° 53′ 0″ O
Der Amelia Creek ist ein Einschlagkrater im Northern Territory in Australien.

## Alter und Einschlag
Der genaue Zeitpunkt des Einschlages ist strittig; Quellen geben einen Zeitraum von rund 600 Mio. bis 1,6 Mrd. Jahren an.

## Geographie
Der visuell schwierig erkennbare Krater besitzt einen Durchmesser von etwa 20 Kilometern.